# Dirphya simpsoni
Dirphya simpsoni là một loài bọ cánh cứng trong họ Cerambycidae.